# Pearl Grobet-Secretan
Pour les articles homonymes, voir Grobet et Secrétan.
Pearl Grobet-Secrétan, née en 1904 à Londres et morte à le 28 décembre 1988 à Genève, est une militante socialiste, pacifiste et féministe suisse.

## Biographie
Pearl Secrétan, fille d'Adolphe Secrétan et de Laura Clarke, nait à Londres en 1904. Elle y fait ses études de littérature à  l'université de Londres en 1922. Dans ce milieu progressiste qu'est cette université, une des rares à avoir ses portes aux femmes depuis 1868, elle s'initie aux luttes sociales ainsi qu'aux luttes pour les droits politiques des femmes. Pearl Secrétan part aux États-Unis poursuivre ses études à l'université Columbia de New York et obtient son Master.
Enseignante de français au Sarah Lawrence College et au Packer Collegiate Institute à New York, elle se marie avec Édouard Grobet dont la famille est originaire, de Vallorbe dans le canton de Vaud en Suisse. Pearl a trois enfants avec son mari. Elle devient  bénévole pour la Croix-Rouge américaine lors de la Seconde Guerre mondiale. Dès 1947, la famille s'installe à Genève.

## Le suffrage féminin en Suisse
Pearl Grobet-Secrétan milite au sein de l'Association suisse pour le suffrage féminin (ASSF). L'association qui œuvre pour le droit de vote des femmes, œuvre aussi plus largement pour l'égalité politique des femmes. Pearl Grobet-Secrétan prend part à la campagne, pour les votations populaires de 1959 lors de laquelle le droit de vote est refusé aux femmes. Vaud, Neuchâtel et Genève sont les seuls cantons à ne pas rejeter l'initiative. Dans la foulée, les deux premiers cantons adoptent le droit de vote pour les femmes au niveau communal ainsi que cantonal la même année et Genève en 1960. À la faveur de cette extension des droits politiques des femmes, Grobet-Secrétan se présente aux élections de 1961 comme candidate au Grand Conseil pour le Parti socialiste. Divorcée, elle doit se présenter sous l'appellation « Pearl Secrétan, divorcée Grobet », ce qui a pu lui porter préjudice. Elle n'est pas élue. Elle continue de militer pour l'obtention du suffrage féminin au niveau fédéral, droit obtenu en 1971.

## Pédagogie et planning familial

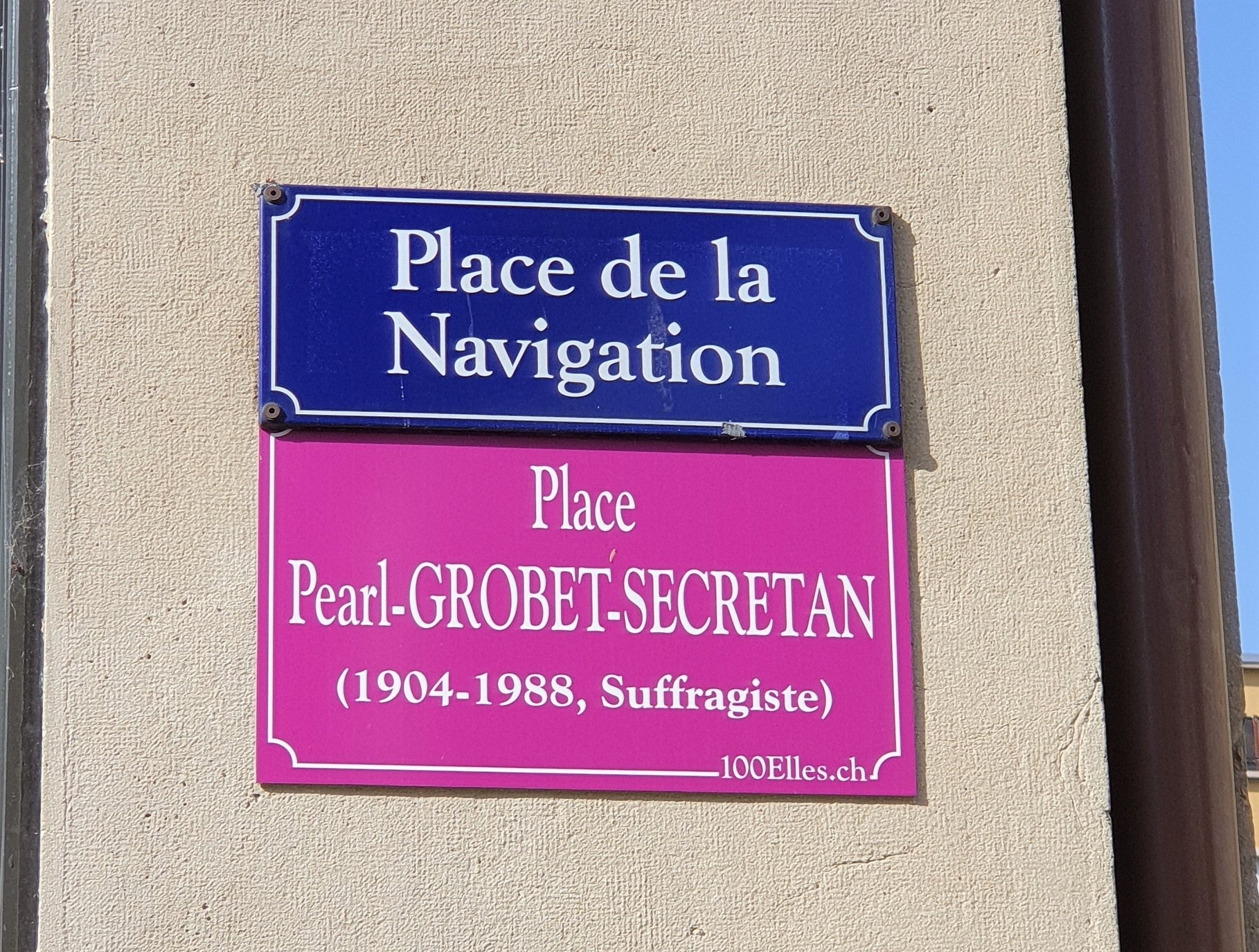
100elles Pearl Grobet-Secrétan - Place de la Navigation

Pearl Grobet-Secrétan se mobilise autour de questions liées à la pédagogie. Elle participe à la fondation du mouvement Famille-école et œuvre pour que les associations de parents d'élèves soient reconnues comme des partenaires dans les débats concernant l'écol. Elle se bat aussi pour la création d'un planning familial à Genève. À la suite de ces mobilisations, le Centre d'information familiale et de régulation des naissances – un service public destiné à la lutte contre l'avortement par la diffusion de la contraception et à la promotion de la famille – est institué en 1965.
Également très active dans la sphère internationale, Pearl Grobet-Secrétan est déléguée auprès des Nations unies pour la Ligue internationale des femmes pour la paix et la liberté,. Elle prend part à la troisième Conférence mondiale des femmes de Nairobi (1985) et participe aussi aux mobilisations contre l'apartheid en Afrique du Sud.
Elle décède à Genève en 1988.

## Hommage et postérité
En 2019 à Genève l'association l'Escouade dans le cadre du projet 100Elles+ renomme temporairement une rue à son nom,,.